# Замок Чинчилья-де-Монтеарагон
Замок Чинчи́лья-де-Монтеараго́н (исп. Castillo de Chinchilla de Montearagón) — испанская крепость, реконструированная в XV веке. Расположен в городе Чинчилья-де-Монтеарагон, в 15 километрах от административного центра провинции Альбасете.
Замок расположен в одном из самых стратегически важных мест в Испании. В хорошую погоду виден из столицы провинции.

Он объявлен культурным достоянием (указом от 3 июня 1931 года объявлен историко-художественным памятником, принадлежащим Национальному художественному сокровищу Испании).

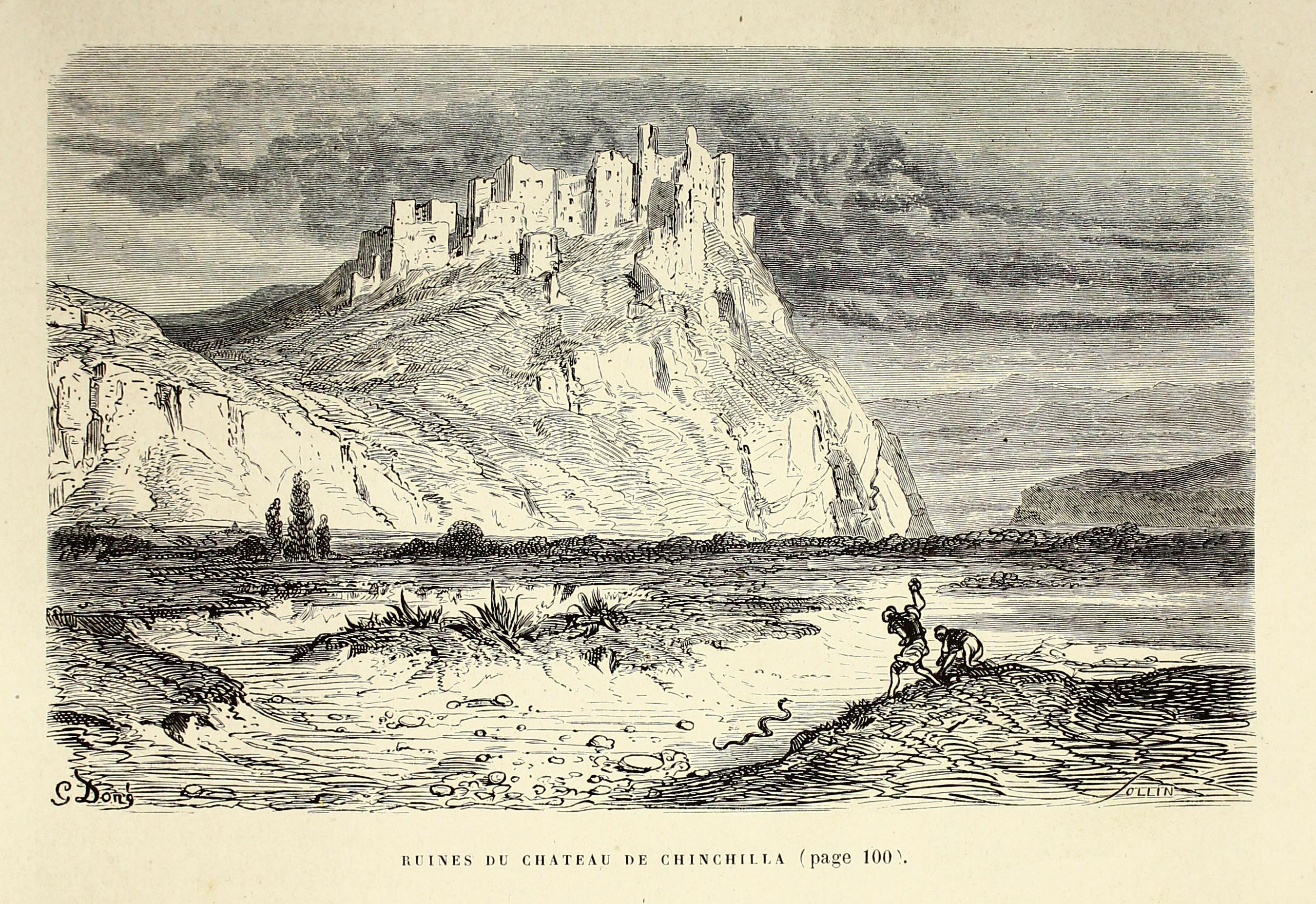
Руины замка в XIX веке. Гравюра Густава Доре

## История
Происхождение комплекса очень древнее, на римских фундаментах обнаружены остатки готических, арабских и христианских стен. Реставрация замка была заказана доном Хуаном Мануэлем, герцогом Вильенским. В середине XV века замок был восстановлен Хуаном Пачеко, первым маркизом Вильены.
В течение почти трех столетий крепость использовалась как тюрьма, поэтому и имеет соответствующую форму. В этой тюрьме, например, содержался Чезаре Борджиа, который был признан виновным в убийстве своего брата, герцога Гандия.
В годы войны за испанское наследство крепость служила казармой. Во время войны за независимость Испании здесь размещались наполеоновские войска.

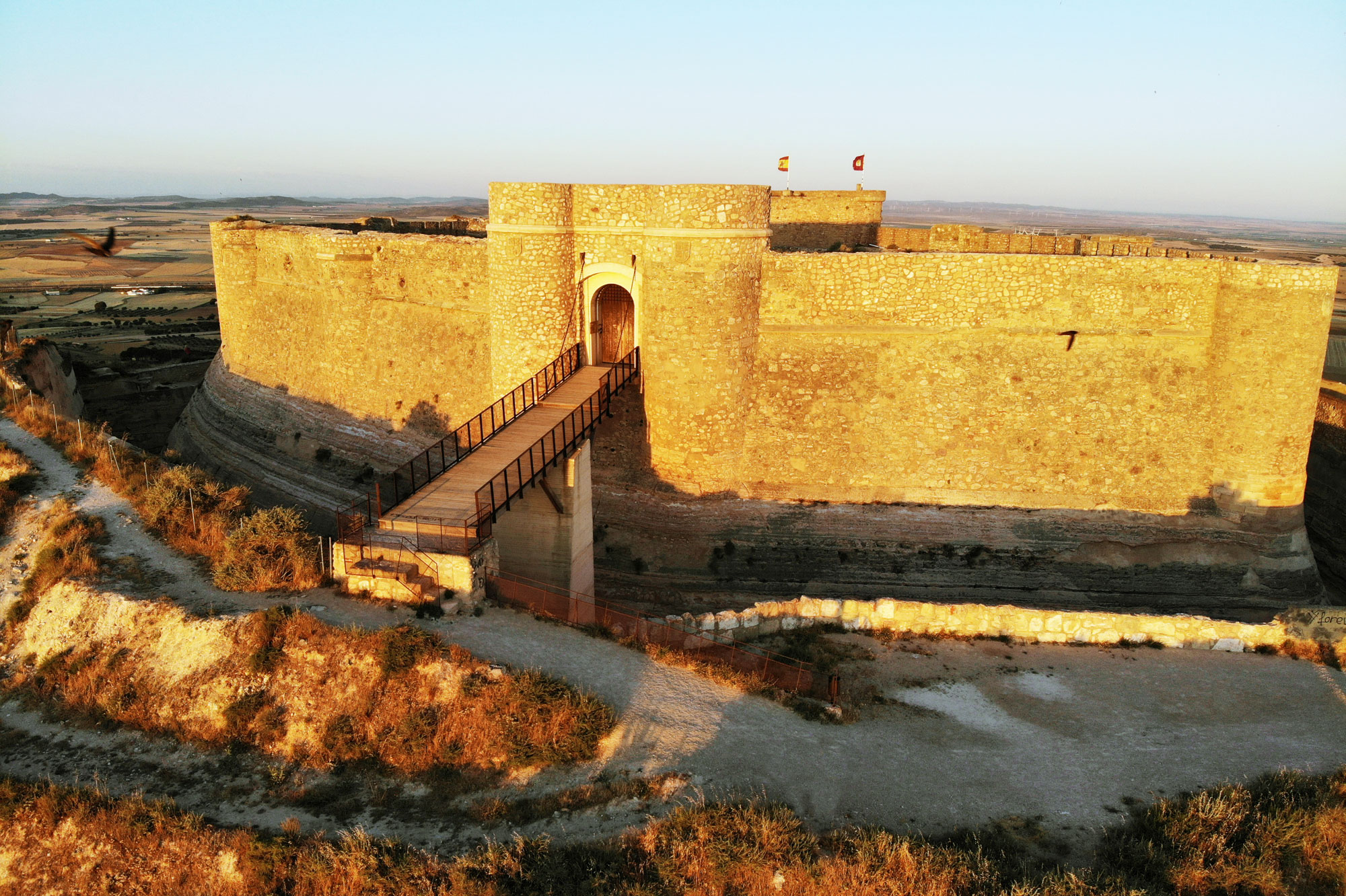
Замок на восходе